# Mission sacrée

Mission sacrée est un téléfilm français réalisé par Daniel Vigne et diffusé pour la première fois le 27 septembre 2011 sur France 3.

## Synopsis
Le Préfet de Corse est assassiné. Guy Caillonce est nommé pour le remplacer. Ce dernier va tout faire pour ramener l'ordre sur l'île.

## Fiche technique
- Scénario : Daniel Vigne
- Production : Simone Halberstadt Harari (Effervescence productions)
- Pays :  France
- Durée : 105 minutes

## Distribution
- Christophe Malavoy : Le Préfet Guy Caillonce
- Micky Sébastian : Corinne
- Marc Barbé : Dupré
- Eric Fraticelli : Acquaviva
- Didier Bezace : Le Ministre Sylvain Gilbert
- Michel Albertini : Campana
- Hélène Seuzaret : Vanina
- Laurent Spielvogel : Giraud
- Thomas Chabrol : Chambon
- Thierry Pietra : Barazza
- Éric Naggar : Erlanger
- Jean-Toussaint Bernard : Santucci
- François Berlinghi : Sauveur
- Bernard Destouches : Albertini
- Cécile Paoli : Marielle
- Jo Fondacci : Doumé

## Note
L'histoire s'inspire de l'affaire des paillotes qui a eu lieu en 1999 en Corse et qui a mis en cause le préfet Bernard Bonnet.